# Hustler White
Hustler White je americký hraný film z roku 1996, který režírovali Rick Castro a Bruce La Bruce podle vlastního scénáře. Jedná se o černou komedii o prostitutech ve West Hollywoodu. Snímek měl světovou premiéru na Mezinárodním filmovém festivalu v Berlíně.

## Děj
Monti Ward se živí jako prostitut na bulváru Santa Monica. Do Los Angeles přijíždí evropský spisovatel Jürgen Anger, aby zde načerpal inspiraci pro svou knihu o hollywoodské gay prostituci a pornografické scéně. Při prohlídce bulváru Santa Monica potká Montiho a zamiluje se do něj. Jürgen se jej snaží vyhledat a tak potkává různé bizarní osoby a místa. Nakonec Jürgen najde Montiho a přemluví ho, aby mu ukázal různá místa gay prostituce ve West Hollywoodu. Skončí v Jürgenově bytě, kde Monti zakopne a zůstane ležet ve vířivce v bezvědomí. Jürgen ho najde a vytáhne ho z vody v domnění, že je mrtvý. Doveze ho na pláž, aby pohřbil jeho tělo v oceánu, ale Monti se probere.